# Ricardo Mercado Luna
Ricardo Mercado Luna (La Rioja, 15 de noviembre de 1932 - La Rioja, 13 de abril de 2005) fue un escritor, abogado, historiador y político argentino, que obtuvo diversas distinciones y premios a lo largo de su carrera.

## Biografía
Egresó como abogado en 1957 de la Universidad Nacional de Córdoba, y obtuvo, en la misma casa de altos estudios, el Doctorado en Derecho y Ciencias Sociales en 1969 con la tesis Estabilidad del empleado público, trabajo que fue publicado en 1974 por Editorial Astrea de R. Depalma. De activa participación en la vida intelectual y política de su provincia, además de ejercer la profesión, fue diputado en dos oportunidades, docente universitario y un comprometido militante de las causas populares.
Participó, junto a Alipio Paoletti, Mario Paoletti y Daniel Moyano de la puesta en marcha del diario El Independiente, el que marcaría un antes y un después en la historia del periodismo argentino al transformarse en cooperativa en abril de 1971. En aquella oportunidad Mercado Luna acompañó a sus socios en la donación de su capital a la naciente cooperativa, pero no formó parte de ella, porque, según sus propias palabras, el diario no constituía su sustento. Sin embargo, no se desvinculó de "El Independiente", sino que continuó siendo su asesor legal hasta 1976, año en que "El Independiente" fue intervenido y muchos de sus socios fueron encarcelados y perseguidos.
Como abogado siempre acompañó los reclamos sociales que consideraba justos, y desde esa postura, su labor profesional privilegió a la gente del pueblo: no solo fue asesor jurídico del diario, sino también de Monseñor Enrique Angelelli, de la CGT de los argentinos, de la A.M.P. (docentes), de AOMA (mineros) y de otras agrupaciones, como el Sindicato de Empleadas Domésticas que fue impulsado por el obispo riojano.
Tras instaurarse en la Argentina el llamado Proceso de Reorganización Nacional, Mercado Luna es encarcelado el 9 de junio de 1976. Pasó más de tres años en distintas cárceles del país (La Rioja, Sierra Chica y La Plata). Al ser liberado en 1980, retomó y aún profundizó su labor como abogado, escritor y político. Militó en el Movimiento de Renovación y Cambio de la Unión Cívica Radical, partido a través del cual accedió a una banca de Diputado provincial en 1989.
Paralelamente a su desempeño político y profesional, su actividad intelectual era constante y prolífica: editó una revista de jurisprudencia; en literatura cultivó el cuento, publicó libros de divulgación histórica y también, obras de carácter jurídico, especialmente de temática constitucional.
Ricardo Mercado Luna es el autor del libro La ciudad de los naranjos, que junto a Mis montañas de Joaquín V. González y La Rioja heroica de Dardo de la Vega Díaz, constituye la bibliografía básica para aproximarse al conocimiento de la historia y la sociedad riojanas.

## Principales obras
Históricas:
- El viejo estilo. Editorial Norte, La Rioja, 1963
- Antecedentes electorales de La Rioja, Editorial Norte, La Rioja, 1966, Ensayo, 72 páginas.
- ”Historia de las Instituciones políticas y jurídicas de La Rioja”, en T. I del Manual de historia y geografía de La Rioja, 1969, 140 páginas.
- Los coroneles de Mitre, Edit. Plus Ultra, Buenos. Aires, 1974. Reedición: Edit. Alción, Córdoba, 2005
- Legitimidad y mito, Edit. del Tawantimsuyo, Jujuy, 1984, 60 páginas.
- La Rioja de los hechos consumados, Edit. Copegraf, La Rioja, 1991. Reediciones: Edit. Canguro, La Rioja, 1994; Editorial Biblioteca Mariano Moreno, La Rioja, 2010
- Los rostros de la ciudad golpeada, Edit. Canguro, La Rioja, 1995. Reedición: Editorial Biblioteca Mariano Moreno, La Rioja, 2010.
- Enrique Angelelli, obispo de La Rioja. Apuntes para una historia de fe, compromiso y martirio, Edit. Canguro La Rioja, 1996. Reedición: Secretaría de Cultura de La Rioja, Editorial Nexo, La Rioja, 2010
- Solitarias historias del siglo que nos deja, Edit. Canguro, La Rioja, 1998, 480 páginas.
- “Vida Política y orden constitucional”. En Nueva historia de la Nación Argentina. Tomo correspondiente a las provincias, editado por la Academia Nacional de Historia de la República Argentina, Buenos Aires, 2005

Jurídicas:
- Esquema de ubicación para las constituciones riojanas, Talleres Gráficos “La Rioja”, La Rioja, 1961.
- Estabilidad del empleado público, Edit. Astrea, Buenos. Aires., 1974, 175 páginas.
- Derecho constitucional, Edit. Astrea, Bs. As., 1980, 244 páginas.
- Constituciones de La Rioja. Antecedentes y texto vigente, Ediciones Depalma, 1980, 75 páginas.
- Pensamiento político y aporte de los juristas riojanos al país, Edit. Copegraf, La Rioja, 1985.
- Constitución, política y sociedad, Edit. Canguro, La Rioja, 1997.
- Amparo por mora en la administración pública, Editorial Canguro, La Rioja, 2000.
- ¿Pueden ser gobernantes de la democracia quienes lo fueron durante los golpes de estado?, Ediciones A.M.P., La Rioja, 2000
- Derecho constitucional provincial, Edit. Ciudad Argentina, Buenos Aires, 2000
- “Invocación de la doctrina de la real malicia: ¿Monopolio de medios de comunicación” en Defensa de la Constitución. Garantismo y controles (Homenaje a Bidart Campos, coordinado por Víctor Bazán) - Editorial EDIAR, 2003.
- La Libertad de prensa y su problemática existencial, Editorial Nexo Comunicación, La Rioja, 2003:

Literarias:
- La ciudad de Los Naranjos, Edit. Agón, Buenos Aires, 1982. Reedición: Editorial Canguro, La Rioja, 1993, 1995
- Filemón Gómez: ¿existe?, Antología Premio Provincia de La Rioja (1983).
- El arreo, cuentos, Edit. Agon, Buenos Aires, 1986.

Separatas:
- “La fijación de límites como “facultad compartida” por la Nación y las provincias”, con revista “Jurisprudencia Argentina”, Sección "Doctrina", 1975.
- “Notas de aproximación para una historia constitucional riojana”, con diario “El Independiente”, octubre de 1985.
- “La austeridad riojana: un proceso frustrado...”, con revista “Encuentro”, 1993